# Myrmage gedongensis
Espèce
Synonymes
- Myrmarachne gedongensis Badcock, 1918

Myrmage gedongensis est une espèce d'araignées aranéomorphes de la famille des Salticidae.

## Distribution
Cette espèce se rencontre en Malaisie péninsulaire et au Sabah et en Indonésie au Kalimantan,.

## Description
Le mâle syntype mesure 7,0 mm.
La carapace des mâles mesure de 2,25 à 2,80 mm et la carapace de la femelle 2,65 mm.
Cette araignée est myrmécomorphe.

## Systématique et taxinomie
Cette espèce a été décrite sous le protonyme Myrmarachne gedongensis par Badcock en 1918. Elle est placée dans le genre Myrmage par Prószyński en 2016.

## Étymologie
Son nom d'espèce, composé de gedong et du suffixe latin -ensis, « qui vit dans, qui habite », lui a été donné en référence au lieu de sa découverte, Gedong.

## Publication originale
- Badcock, 1918 : « Ant-like spiders from Malaya collected by the Annandale-Robinson Expedition 1901-02. » Proceedings of the Zoological Society of London, vol. 87, no 3/4, p. 277-321.